# 1921 în literatură
- 1920 în literatură — 1921 în literatură — 1922 în literatură

Anul 1921 în literatură a implicat o serie de noi cărți semnificative.

## Cărți noi
- Edgar Rice Burroughs – Tarzan the Terrible
- James Branch Cabell – Figures of Earth
- Hall Caine – The Master of Man
- Willa Cather – Alexander's Bridge
- Arthur Chapman – Mystery Ranch
- Marie Corelli – The Secret Power
- Eleanor Farjeon – Martin Pippin in the Apple Orchard
- F. Scott Fitzgerald – Flappers and Philosophers
- John Galsworthy – To Let („De închiriat”) – a treia carte din Forsyte Saga
- H. Rider Haggard – She and Allan
- Georgette Heyer – The Black Moth
- Aldous Huxley – Crome Yellow
- Sheila Kaye-Smith – Joanna Godden
- Denis Mackail – Romance to the Rescue
- Enzo Mainardi — scriitor, muzician, poet și pictor, membru important al mișcării artistice futuriste, publică la Tipografia Rossi, din Soresina, al doilea său volum de lirică, Preludi – Preludii
- L. M. Montgomery – Rilla of Ingleside
- George Moore – Heloise and Abelard
- Shiga Naoya – A Dark Night's Passing
- Baroness Orczy
  - The First Sir Percy
  - Castles in the Air
- Gene Stratton Porter – Her Father's Daughter
- Rafael Sabatini – Scaramouche
- Booth Tarkington – Alice Adams
- Sigrid Undset – The Mistress of Husaby
- Eugene Walter – The Byzantine riddle and other stories
- Elinor Wylie – Nets to Catch the Wind

## Premii
- Premiul Nobel pentru Literatură: